# اکسل کاکو
اکسل کاکو (انگلیسی: Axel Kacou؛ زادهٔ ۱ اوت ۱۹۹۵) بازیکن فوتبال اهل فرانسه است.
وی همچنین در تیم‌های ملی فوتبال France national under-16 football team و Ivory Coast national under-23 football team بازی کرده‌است.